# Kurt Lewin
Kurt Lewin (Mogilno, 9 de setembre de 1890 - Newtonville, Massachusetts, 12 de febrer de 1947) va ser un psicòleg estatunidenc d'origen alemany especialitzat en anàlisi de la conducta i psicologia de les organitzacions.

## Biografia

### Primers anys i educació
Era el segon de quatre fills d'una família jueva de classe mitjana, que tenien una botiga i una granja a Mogilno, als afores de la ciutat. Mogilno era un petit poble d'uns 5.000 habitants, uns 150 dels quals eren jueus. Lewin va rebre una educació jueva ortodoxa a casa. El 1905, la família es va traslladar a Berlín quan Kurt Lewin era adolescent per cercar oportunitats per als seus fills. Lewin va estudiar Medicina a la Universitat de Friburg de Brisgòvia, però els seus interessos van canviar i va passar a estudiar Biologia a la Universitat de Múnic. Allà va introduir-se en la psicologia, i va canviar-se a la Universitat Humboldt de Berlín per estudiar amb els primers psicòlegs de la Gestalt, i el 1916 va obtenir el doctorat en Psicologia (Smith i Leeming, 2011).
La família es va traslladar a Berlín el 1905, de manera que Lewin i els seus germans van poder rebre una millor educació. De 1905 a 1908, Lewin va estudiar al Kaiserin Augusta Gymnasium, on va rebre una educació humanística clàssica. El 1909, va ingressar a la Universitat de Friburg per estudiar medicina, però es va traslladar a la Universitat de Múnic per estudiar biologia. En aquesta època es va implicar amb el moviment socialista i els drets de les dones. L'abril de 1910 es va traslladar a la Universitat Reial Friedrich-Wilhelms de Berlín, on encara era estudiant de medicina. Al semestre de Pasqua de 1911, els seus interessos s'havien desplaçat cap a la filosofia. A l'estiu de 1911, la majoria dels seus cursos eren de psicologia. Mentre estava a la Universitat de Berlín, Lewin va fer 14 cursos amb Carl Stumpf (1848–1936).
Va servir en l'exèrcit alemany quan va començar la Primera Guerra Mundial. A causa d'una ferida de guerra, va tornar a la Universitat de Berlín per a completar el seu doctorat. Lewin va escriure una proposta de dissertació en la qual demanava a Carl Stumpf que fora el seu supervisor, i aquest va acceptar. Encara que Lewin va treballar sota la direcció de Stumpf per a completar la seva tesi, la seva relació no va implicar molta comunicació. Lewin va estudiar les associacions, la voluntat i la intenció per a la seva dissertació, però no ho va discutir amb Stumpf fins al seu examen final de doctorat.
Va servir a l'exèrcit alemany quan va començar la Primera Guerra Mundial. A causa d'una ferida de guerra, va tornar a la Universitat de Berlín per completar el seu doctorat. Lewin va escriure una proposta de tesi demanant a Stumpf que fos el seu supervisor, i Stumpf va assentir. Tot i que Lewin va treballar amb Stumpf per completar la seva tesi, la seva relació no va implicar gaire comunicació. Lewin va estudiar associacions, voluntat i intenció per a la seva tesi, però no ho va discutir amb Stumpf fins a l'examen final de doctorat.

### Carrera i vida personal

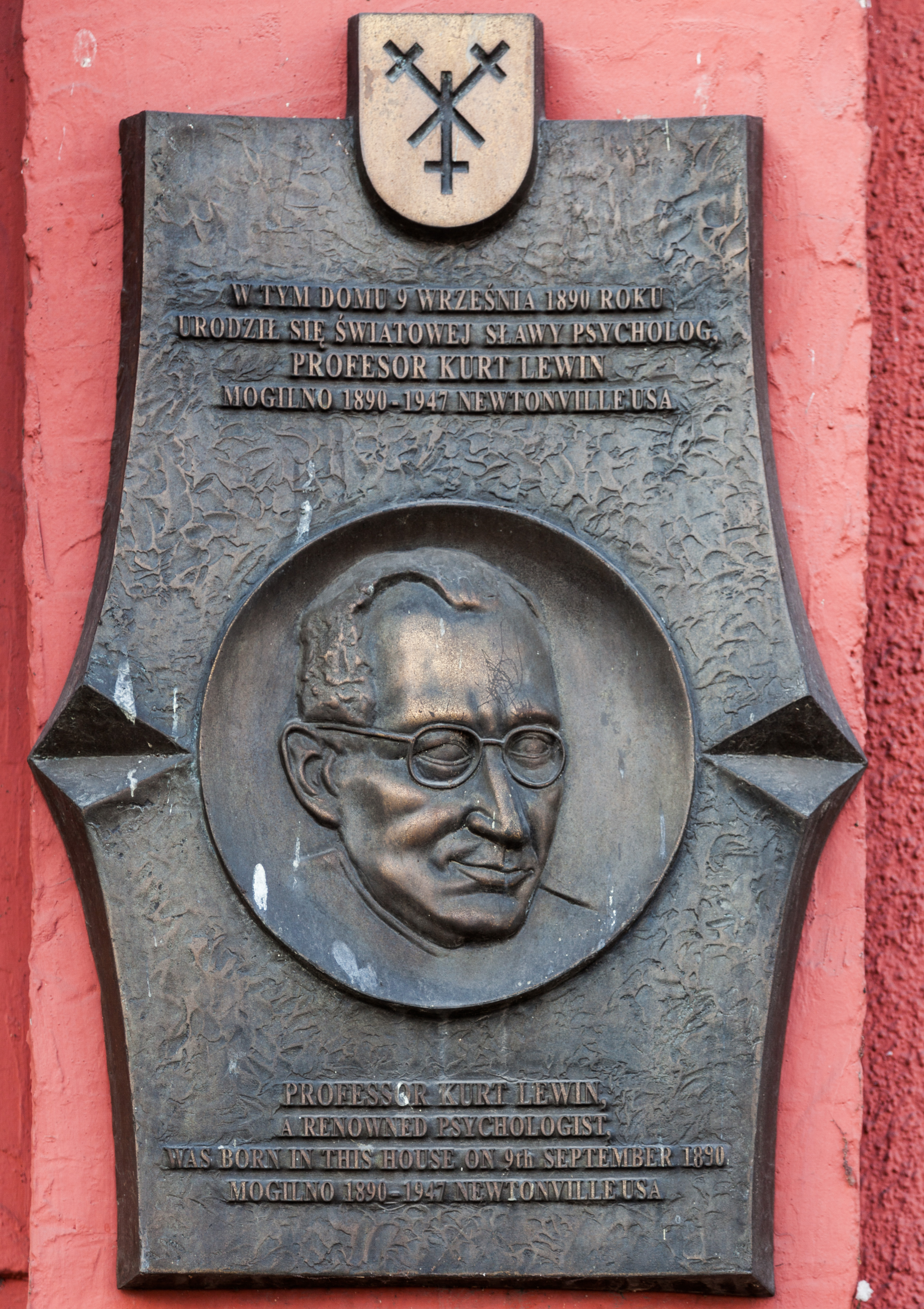
Lloc de naixement de Kurt Lewin a Mogilno, Polònia

El 1917, Lewin es va casar amb Maria Landsberg. El 1919, la parella va tenir una filla Esther Agnes, i el 1922 va néixer el seu fill Fritz Reuven. Es van divorciar cap al 1927, i Maria va emigrar a Palestina amb els fills. El 1929, Lewin es va casar amb Gertrud Weiss. La seva filla Miriam va néixer el 1931, i el seu fill Daniel va néixer el 1933.
Lewin havia estat originalment implicat en escoles de psicologia conductual abans de canviar de direcció en la investigació i treballar amb psicòlegs de l'escola de psicologia de la Gestalt, inclosos Max Wertheimer i Wolfgang Kohler. També es va incorporar a l'Institut de Psicologia de la Universitat de Berlín, on va donar conferències i impartir seminaris tant de filosofia com de psicologia. Va ser professor a la Universitat de Berlín des de 1926 fins a 1932, temps durant el qual va dur a terme experiments sobre estats de tensió, necessitats, motivació i aprenentatge. El 1933, Lewin havia intentat negociar una posició docent com a càtedra de psicologia, així com la creació d'un institut de recerca a la Universitat Hebrea. Lewin sovint s'associa amb la primera escola de Frankfurt, originada per un grup influent de marxistes en gran part jueus a l'Institut d'Investigació Social d'Alemanya. Però quan Hitler va arribar al poder a Alemanya el 1933, els membres de l'Institut es van haver de dissoldre, traslladant-se a Anglaterra i després a Amèrica. En aquell any, es va reunir amb Eric Trist, de la London Tavistock Clinic. Trist va quedar impressionat amb les seves teories i les va fer servir en els seus estudis sobre els soldats durant la Segona Guerra Mundial.
Als anys 1930 es va traslladar als Estats Units per fugir de l'amenaça nazi, i Lewin va emigrar als Estats Units l'agost de 1933 i es va naturalitzar el 1940. Allà va col·laborar en la recuperació psicològica dels supervivents dels camps de concentració. Durant la seva formació va entrar en contacte amb investigadors destacats tant del conductisme com de la teoria Gestalt, però va desplaçar el seu interès cap al funcionament dels grups socials. Uns anys després de traslladar-se a Amèrica, Lewin va començar a demanar a la gent que pronunciés el seu nom com "Lou-in" en lloc de "Le-veen" perquè la pronunciació incorrecta del seu nom per part dels nord-americans havia provocat moltes trucades telefòniques perdudes. Tanmateix, poc abans de la seva mort, va començar a demanar als estudiants i col·legues que utilitzessin la pronunciació correcta ("Le-veen") perquè aquesta era la que preferia. Abans, havia passat sis mesos com a professor visitant a Stanford el 1930, però quan va immigrar als Estats Units, Lewin va treballar a la Universitat de Cornell i a l’Estació d'Investigació sobre Benestar Infantil d'Iowa a la Universitat d'Iowa. Més tard, va ser director del Center for Group Dynamics del MIT.
Després de la Segona Guerra Mundial, Lewin va participar en la rehabilitació psicològica d’antics ocupants dels camps de desplaçats amb el Dr. Jacob Fine a la Harvard Medical School. Quan Trist i ATM Wilson van escriure a Lewin proposant una revista en col·laboració amb el seu recentment fundat Tavistock Institute i el seu grup al MIT, Lewin va acceptar. La revista Tavistock, Human Relations, va ser fundada amb dos primers articles de Lewin titulats "Frontiers in Group Dynamics". Lewin va ensenyar durant un temps a la Universitat de Duke.
Lewin va morir a Newtonville, Massachusetts, d'una insuficiència cardíaca el 1947. Va ser enterrat al cementiri Mount Auburn de Cambridge, Massachusetts. La seva dona va morir el 1987.

## Obra
Lewin va encunyar la noció de genidentitat, que ha guanyat certa importància en diverses teories de l'Espaitemps i camps relacionats. Per exemple, va introduir el concepte d’espai hodològic o la ruta més senzilla aconseguida mitjançant la resolució de diferents camps de forces, oposicions i tensions segons els seus objectius.
Lewin també va proposar la perspectiva interaccionista d’Herbert Blumer de 1937 com una alternativa al debat entre la natura i la criança. Lewin va suggerir que ni la naturalesa (tendències innates) ni la nutrició (com les experiències de la vida configuren els individus) només poden explicar el comportament i les personalitats dels individus, sinó que tant la natura com la cria interactuen per donar forma a cada persona. Aquesta idea es va presentar en forma de l'equació de Lewin per al comportament, B = ƒ (P, E), el que significa que el comportament (B) és una funció (f) de les característiques personals (P) i de les característiques ambientals (E).
En primer lloc, Kurt Lewin va ser un investigador aplicat i teòric pràctic. La majoria dels estudiosos de l'època es van delectar amb la por que dedicar-se a la investigació aplicada distregués la disciplina de la investigació bàsica sobre problemes acadèmics, creant així aquest fals binari sobre per a qui es crea el coneixement, ja sigui per a la perpetuació de la disciplina o per a aplicació. Malgrat aquest debat dins de les ciències socials de l'època, Lewin va argumentar que «la recerca aplicada es podia dur a terme amb rigor i que es podien provar propostes teòriques en recerca aplicada». L'arrel d'aquest binari en particular semblava provenir de les normes epistemològiques presents a les ciències dures, on la distinció era molt més pronunciada; Kurt Lewin va argumentar que això era contrari a la naturalesa de les ciències socials. A més, amb l'ajuda d'estudiosos com Paul Lazarsfeld, hi havia un mètode a través del qual es podien adquirir diners per a la recerca d'una manera sostenible. Lewin ha animat els investigadors a desenvolupar teories que es puguin fer servir per abordar problemes socials importants.
Per demostrar la seva dedicació a la investigació aplicada i demostrar encara més que hi havia valor en provar les seves proposicions teòriques, Lewin es va convertir en un «mestre en la transposició d'un problema quotidià en un experiment psicològic». Lewin, en els seus inicis, va prendre un moment aparentment banal entre ell i un cambrer i el va convertir en els inicis de la seva investigació de camp. En aquest incident en particular, Lewin va raonar que «la intenció de dur a terme una tasca específica genera una tensió psicològica, que s'allibera quan es completa la tasca prevista» juntament amb quan Sigmund Freud va teoritzar que «els desitjos persisteixen fins que es compleixen». Aquesta observació casual va iniciar la demostració de l'«existència de tensions psíquiques», fonamental per a la teoria del camp de Lewin.
Tot i que la investigació aplicada va ajudar a convertir Lewin en un teòric pràctic, el que el va definir encara més com a acadèmic i precursor va ser la seva recerca d'acció, un terme que va inventar ell mateix. Lewin estava cada cop més interessat en els conceptes de migració i identitat jueva. Estava confós pel concepte de com, mentre que un individu es distanciava d'exercir la identitat jueva en termes d'expressió i actuació religiosa, encara es considerava jueu als ulls dels nazis. Aquest concepte de negar la pròpia identitat i la promoció de l'autoodi com a forma de fer front a l'opressió d'un grup dominant representava la crisi de la pròpia migració de Lewin als Estats Units. Lewin, com va descriure el seu estudiant i col·lega Ron Lippitt, «tenia una profunda sensibilitat als problemes socials i el compromís de fer servir els seus recursos com a científic social per fer-hi alguna cosa. Així, a principis dels anys quaranta va dibuixar un triangle per representar la interdependència de la recerca, la formació i l'acció en la producció de canvis socials». Aquest diagrama dels interessos i accions d'un acadèmic dins d'aquesta triangulació ofereix una part interessant d'accedir a Lewin i les seves contribucions. En lloc de notar la justícia social com el principi o el final, estava arrelada en cada acció acadèmica que va fer Lewin. Va ser aquesta visió del món i paradigma particulars els que van impulsar la seva investigació i van determinar amb precisió com utilitzaria els resultats de la seva investigació de camp. A més, tot reflectia sobre l'home Lewin i la seva manera d'afrontar els esdeveniments de la seva època. Aquesta devoció per la investigació-acció va ser possiblement una manera de resoldre una dissonància del seu mateix pas a Amèrica i de com va deixar la seva esquena a la Polònia actual.
Entre els psicòlegs destacats tutoritzats per Lewin hi havia Leon Festinger (1919–1989), que es va fer conegut per la seva teoria de la dissonància cognitiva (1956), el psicòleg ambiental Roger Barker, Bluma Zeigarnik i Morton Deutsch, el fundador de la teoria i la pràctica de resolució de conflictes modernes.

### Anàlisi del camp de força
L'anàlisi del camp de força proporciona un marc per mirar els factors ("forces") que influeixen en una situació, originàriament situacions socials. Analitza les forces que impulsen el moviment cap a un objectiu (forces d'ajuda) o bloquegen el moviment cap a un objectiu (forces obstaculitzadores). La clau d'aquest enfocament va ser l'interès de Lewin pel gestaltisme, entendre la totalitat i valorar una situació en el seu conjunt i no centrar-se només en aspectes individuals. A més, la totalitat d'un individu (el seu espai vital) deriva de la seva percepció de la seva realitat, no d'un punt de vista objectiu. L'enfocament, desenvolupat per Kurt Lewin, és una contribució significativa als camps de les ciències socials, la psicologia, la psicologia social, el desenvolupament organitzacional, la gestió de processos i la gestió del canvi. La seva teoria va ser ampliada per John RP French que la va relacionar amb els entorns organitzatius i industrials.

### Investigació-acció
Lewin, aleshores professor al MIT, va encunyar per primera vegada el terme recerca d'acció cap a l'any 1944, i apareix al seu article de 1946 Action Research and Minority Problems. En aquest article, va descriure la investigació-acció com «una investigació comparada sobre les condicions i els efectes de diverses formes d'acció social i investigació que condueix a l'acció social» que utilitza «una espiral de passos, cadascun dels quals està compost per un cercle de planificació, acció, i la recerca de fets sobre el resultat de l'acció» (això de vegades es coneix com l'espiral lewiniana).

### Climes de lideratge
Lewin sovint va caracteritzar els estils i cultures de gestió organitzativa en termes de climes de lideratge definits per (1) entorns de treball autoritaris, (2) democràtics i (3) Laissez faire. Sovint es confon amb McGregor amb els seus entorns de treball, però McGregor els va adaptar directament a la teoria del lideratge. Es caracteritzen entorns autoritaris on el líder determina la política amb tècniques i passos per a les tasques de treball dictades pel líder en la divisió del treball. El líder no és necessàriament hostil, però està allunyat de la participació en el treball i sol oferir elogis i crítiques personals per la feina feta. Els climes democràtics es caracteritzen on la política es determina mitjançant processos col·lectius amb decisions assistides pel líder. Abans de realitzar les tasques, s'obtenen perspectives a partir de la discussió en grup i l'assessorament tècnic d'un líder. Els membres tenen opcions i decideixen col·lectivament la divisió del treball. Els elogis i les crítiques en aquest entorn són objectius, tenen una mentalitat real i es donen per un membre del grup sense necessàriament haver participat àmpliament en el treball real. Els entorns de laissez-faire donen llibertat al grup per a la determinació de polítiques sense cap participació del líder. El líder es manté sense implicar-se en les decisions laborals tret que se li demani, no participa en la divisió del treball i molt poques vegades fa elogis.

### Procés de canvi
Un primer model de canvi desenvolupat per Lewin va descriure el canvi com un procés de tres etapes. La primera etapa la va anomenar descongelació. Va implicar superar la inèrcia i desmuntar el conjunt mental existent. Ha de formar part de sobreviure. S'han d'evitar els mecanismes de defensa. En la segona etapa es produeix el canvi. Aquest és normalment un període de confusió i transició. Som conscients que les antigues maneres s'estan posant en dubte, però encara no tenim una idea clara de per què les substituïm. La tercera i última etapa la va anomenar congelació. La nova mentalitat s'està cristal·litzant i el nivell de comoditat torna als nivells anteriors. Sovint es cita malament com a recongelació. El procés de tres passos de Lewin es considera un model fonamental per fer canvis a les organitzacions. Ara hi ha proves, però, que Lewin mai va desenvolupar un model d'aquest tipus i que va prendre forma després de la seva mort el 1947.

#### Entrenament de sensibilitat
Mentre treballava al MIT l'any 1946, Lewin va rebre una trucada telefònica del director de la Connecticut State Inter Racial Commission demanant ajuda per trobar una manera eficaç de combatre els prejudicis religiosos i racials. Va muntar un taller per dur a terme un experiment de canvi, que va establir les bases del que ara es coneix com a entrenament de la sensibilitat. El 1947, això va portar a l'establiment dels National Training Laboratories, a Bethel, Maine. Carl Rogers creia que l'entrenament de la sensibilitat és "potser l'invent social més significatiu d'aquest segle".

### Equació de Lewin
L'equació de Lewin, B = ƒ (P, E), és una equació psicològica de comportament desenvolupada per Kurt Lewin. Afirma que el comportament és una funció de la persona en el seu entorn.
L'equació és la fórmula més coneguda del psicòleg en psicologia social, del qual Lewin va ser un pioner modern. Quan es va presentar per primera vegada al llibre Principles of Topological Psychology de Lewin, publicat l'any 1936, va contradir la majoria de les teories populars perquè donava importància a la situació momentània d'una persona per entendre el seu comportament, en lloc de basar-se completament en el passat.

### Dinàmiques de grup
En un article de 1947, Lewin va encunyar el terme dinàmica de grup. Va descriure aquesta noció com la manera com els grups i els individus actuen i reaccionen davant les circumstàncies canviants. Aquest camp va sorgir com un concepte dedicat a l'avenç del coneixement sobre la naturalesa dels grups, les seves lleis, l'establiment, el desenvolupament i les interaccions amb altres grups, individus i institucions. Durant els primers anys de recerca sobre els processos de grup, molts psicòlegs van rebutjar la realitat dels fenòmens de grup. Crítics va compartir l'opinió que els grups no existien com a entitats científicament vàlides. Els escèptics havien dit que les accions dels grups no eren més que les dels seus membres considerats per separat. Lewin va aplicar la seva fórmula d'interaccionisme, B = ƒ (P, E), per explicar els fenòmens de grup, on les característiques personals d'un membre (P) interactuen amb els factors ambientals del grup, (E) els seus membres i la situació per provocar el comportament (B). Tenint en compte els seus antecedents en psicologia de la Gestalt, Lewin va justificar l'existència del grup utilitzant el dictum «El tot és més gran que la suma de les seves parts». Va teoritzar que quan s'estableix un grup es converteix en un sistema unificat amb qualitats supervisores que no es poden entendre avaluant els membres individualment. Aquesta idea –que un grup està compost per més que la suma dels seus membres individuals– va obtenir ràpidament el suport de sociòlegs i psicòlegs que van entendre la importància d'aquest camp emergent. Molts pioners van assenyalar que la majoria dels fenòmens de grup es podien explicar segons l'equació de Lewin i la comprensió i les opinions oposades es van silenciar. L'estudi de la dinàmica de grup segueix sent rellevant a la societat actual, on un gran nombre de professions (per exemple, negocis i indústria, psicologia clínica/d'assessorament, esports i recreació) depenen dels seus mecanismes per prosperar.
El més notable de les contribucions de Lewin va ser el seu desenvolupament de la comunicació grupal i la dinàmica de grup com a facetes principals de la disciplina de la comunicació. Lewin i els seus investigadors associats van canviar de la tendència preexistent de la psicologia individualista i després van ampliar el seu treball per incorporar una lent macro on es van centrar en la psicologia social de la comunicació en grup petit (Rogers 1994). Lewin està associat a fundar la investigació i la formació en dinàmiques de grup i per establir l'estil de gestió participativa a les organitzacions. Es va tallar aquest nínxol per ell mateix a partir dels seus uns quants experiments. En la seva investigació a Berlín, Lewin va fer servir les discussions en grup per avançar la seva teoria en la investigació. En fer-ho, sens dubte hi va haver la complicació de no saber exactament a qui atribuir epifanies, ja que una idea col·lectivament va arribar a bon port. A més de les discussions en grup, es va interessar cada cop més per la pertinença al grup. Tenia curiositat per saber com es solidificaven o debilitaven les perspectives d'un individu en relació amb el grup. Va intentar inventar la manera com es construïa la identitat des del punt de vista i les perspectives. Aquests van ser els inicis del que es va acabar convertint en pensament grupal. Lewin va començar a interessar-se bastant per com es creaven les idees i després es perpetuaven per la mentalitat d'un grup. No s'inclou en aquest capítol la importància que va tenir això a l'hora d'estudiar la dinàmica de grup a través de disciplines, inclòs l'estudi de John F Kennedy i la forma en què va intentar interactuar amb els seus assessors per evitar que es produís el pensament grupal.

### Préssec i cocos
Lewin va concebre la distinció cultural Peach vs Coconut. Les cultures de préssec són l'Índia, els EUA i la major part d'Amèrica Llatina i el sud d'Europa. Els préssecs solen ser suaus i amables a la superfície, fins i tot amb estranys, però tenen un nucli intern protector dur. Les cultures del coco són la Xina, Rússia i la major part d'Europa, excepte el sud. La gent de les cultures de coco té un nucli interior suau, però un exterior dur que pot provocar una percepció de hostilitat amb els estranys. Tanmateix, una vegada que una persona s'ha guanyat la seva confiança, pot ser amics lleials per a tota la vida. L'analogia Peach vs Coconut va ser popularitzada posteriorment per Fons Trompenaars, que va dir que «explica tota mena d'animositats que assetgen les amistats interculturals, els negocis i la diplomàcia».

## Psicologia
Entre les seves idees figura la noció que un individu està marcat per la genètica tant com per l'ambient, en el qual intervenen forces socials que modifiquen la conducta personal. Per analitzar aquest comportament s'han de tenir en compte les forces que més actuen en el moment concret de prendre una decisió, i no solament l'experiència passada, com se solia fer fins aleshores.
Quant a les empreses, es poden definir segons l'estil de lideratge que imperi: autoritari, laissez-faire o democràtic, tres estils d'autoritat que posteriorment han estat traslladats a altres camps, com l'educació a la família o a l'escola. En el primer estil, el director té una personalitat forta i imposa les seves decisions, que poden ser ben acceptades segons el carisma del líder, però que dificulten la presa de decisions independents dels subordinats. En les organitzacions marcades per un estil permissiu, el rol directiu queda diluït i tenen més importància els caràcters individuals dels membres, ja que no hi ha sentiment de pertinença al grup. A l'estil democràtic hi ha consens sobre les atribucions de cada persona i l'elogi o la crítica es perceben com a objectius i necessaris.

## Principals publicacions
- Lewin, K. (1935). Una teoria dinàmica de la personalitat. Nova York: McGraw-Hill.
- Lewin, K. (1936). Principis de psicologia topològica. Nova York: McGraw-Hill.
- Lewin, K. (1938). La representació conceptual i mesura de les forces psicològiques. Durham, NC: Duke University Press.
- Lewin, K. i Gertrude W. Lewin (Ed.) (1948). Resolució de conflictes socials: articles seleccionats sobre dinàmiques de grup (1935–1946). Nova York: Harper and Brothers.
- Lewin, K. i Dorwin Cartwright (Ed.) (1951). Teoria de camp en ciències socials. Nova York: Harper.
- Lewin, K. (1997). Resolució de conflictes socials i teoria de camp en ciències socials. Washington, DC: Associació Americana de Psicologia.
- Lewin, K. i Martin Gold (Ed.). (1999). El científic social complet: un lector de Kurt Lewin. Washington, DC: Associació Americana de Psicologia.
- Lewin, K., (1980). Kurt Lewin Werkausgabe en alemany (Obres col·leccionades de Kurt Lewin) Ed. Karl Friedrich Graumann, Stuttgart, Klett; 4 Issues, conté diverses obres, que van ser publicades des de la finca o mai traduïdes a l'anglès
- Lewin, K. (2009). Kurt Lewin Schriften zur angewandten Psicologia. Aufsätze, Vorträge, Rezensionen en alemany, Ed. Helmut E. Lück, Viena, Verlag Wolfgang Krammer,ISBN 978-3-901811-46-3; conté uns quants articles inèdits